# Ricardo Serrão Santos
Pour les articles homonymes, voir Serrão.
Ricardo Serrão Santos, né le 11 octobre 1954 à Portalegre dans l'Alentejo au Portugal, est un homme politique portugais.